# Cyproniscus crossophori
Cyproniscus crossophori là một loài chân đều trong họ Cyproniscidae. Loài này được Stebbing miêu tả khoa học năm 1901.